# Pangolim-arborícola
O pangolim-arborícola (Manis tricuspis) é um mamífero folidoto da família dos manídeos.